# Milliken & Company
Milliken & Company ist ein US-amerikanisches Textil- und Chemieunternehmen aus Spartanburg, South Carolina. Das Unternehmen ist seit seiner Gründung 1865 im Familienbesitz. Von 1947 bis 2005 leitete Roger Milliken das Unternehmen.
Milliken & Company stellt heute überwiegend technische und schützende (z. B. feuerfeste) Textilien her. Die Tochtergesellschaft Milliken Chemical produziert Zusatzstoffe für Kunststoffe. Außerdem werden Bodenbeläge hergestellt.